# Frédéric Moula
Frédéric Moula (* 25. Februar 1703 in Neuenburg; † 26. Dezember 1782 ebenda) war ein Schweizer Mathematiker und Meteorologe.

## Leben
Moula wurde als Sohn hugenottischer Flüchtlinge aus der Ardèche geboren. Er studierte Mathematik in Genf und in Basel bei Johann Bernoulli (1667–1748). 1732 wurde er Hauslehrer in Pommern und ging 1733 nach Sankt Petersburg an die Kaiserliche Akademie der Wissenschaften, deren Mitglied er 1736 wurde. Nach seiner Rückkehr nach Neuenburg im Jahr 1752 widmete er sich neben seiner Tätigkeit als Hauslehrer meteorologischen Untersuchungen und führte bis zu seinem Todesjahr 1782 regelmäßige, zuweilen sogar tägliche Temperaturmessungen mit einem Fahrenheit-Thermometer durch. 1758 trat er die Ehrenstelle eines königlichen Dolmetschers an. Daneben publizierte er Arbeiten zu verschiedenen mathematischen Themen, so eine Schrift über ein Problem der Differentialrechnung, eine Untersuchung, die auf Gefahren des Glücksspiels hinweist und weitere geometrische und mathematische Aufsätze in den Philosophical Transactions of the Royal Society of London und im Journal helvetique.